# 米羅·比蘭

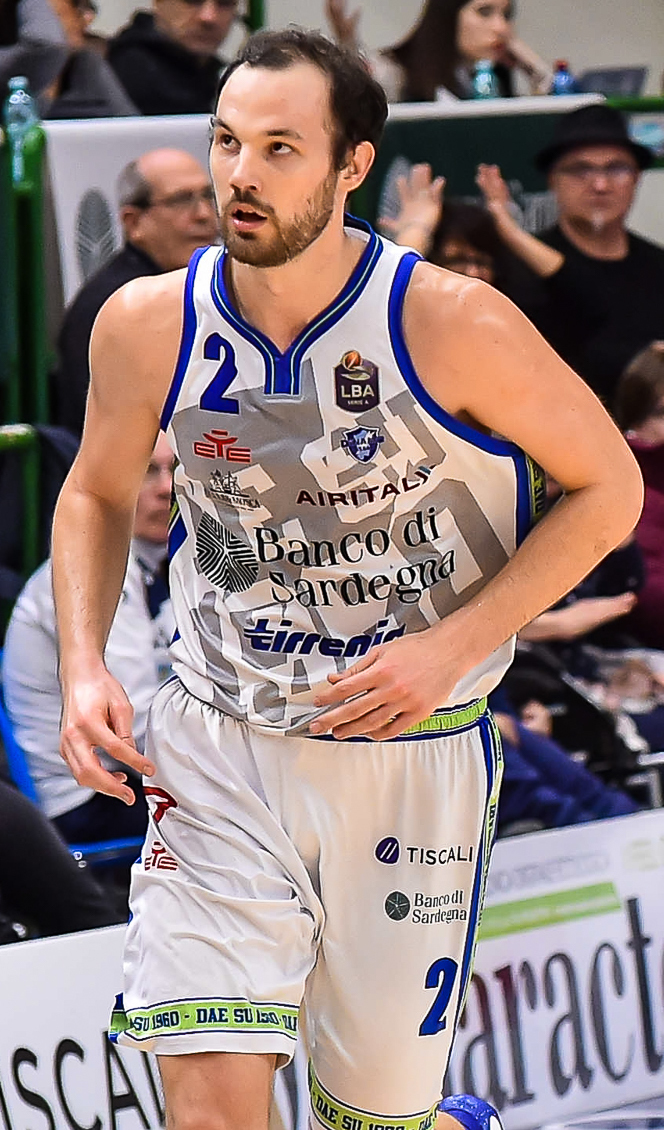
米羅·比蘭

米羅·比蘭（1989年7月21日—），克羅地亞籃球運動員。他現在效力於克羅地亞籃球聯賽球隊薩格勒布。他也代表克羅地亞國家籃球隊參賽。